# Árabe jordaniano
O árabe jordaniano é um contínuo dialetal árabe do ramo levantino falado pela população da Jordânia.  Juntamente com o árabe palestino, possui o código de idioma ISO 639-3 "ajp", conhecido como árabe levantino meridional. 
As variantes árabes jordanianas são línguas semíticas com influências lexicais do inglês, do turco e do francês faladas por mais de 6 milhões de pessoas e compreendidos em todo o Levante e, em várias extensões, em outras regiões de língua árabe. Como em todos os países do mundo árabe, o uso da língua na Jordânia é caracterizado pela diglossia, ou seja, o árabe moderno padrão é o idioma oficial usado na maioria dos documentos escritos e na mídia, enquanto a conversa diária é conduzida em variantes coloquiais locais.

## Estruturação social e geográfica
Como é bastante comum nos países de língua árabe, a variante falada por uma pessoa depende tanto da região de origem como do grupo social a qual pertence. O árabe jordaniano, por exemplo, pode ser subdividido em três grupos dialetais principais:
- Jordaniano urbano - pertencente à variante urbana da língua árabe levantino.
- Jordaniano rural - pertencente às variantes meridionais do árabe levantino.
- Jordaniano beduíno - pertencente ao árabe beduíno.